# Система Колле
Систе́ма Ко́лле — шахматный дебют, разновидность дебюта ферзевых пешек. Начинается ходами: 
 1. d2-d4 d7-d5 
 2. Кg1-f3 Кg8-f6 
 3. e2-e3 e7-e6 
 4. Сf1-d3 c7-c5 
 5. c2-c3.

## История
Данная система игры известна с середины XIX века, однако в широкую практику дебют был введён в 1920-х гг. бельгийским шахматистом Эдгаром Колле, чьим именем он впоследствии и был назван. В дальнейшем дебют получил развитие, за чёрных были найдены пути для уравнения игры. Большой вклад в становление данного начала внёс американский шахматист Д. Колтановский, вследствие чего в некоторых источниках используется название «система Колле — Колтановского». Систему Колле применяют на практике шахматисты разного уровня, в том числе П. Свидлер, В. Ананд, М. Карлсен.

## Идеи дебюта
Основная идея белых состоит в том, чтобы создать пешечный «клин» c3-d4-e3 и расставить свои фигуры по схеме: слон на d3, кони на d2 и f3 (последовательность ходов может быть различной). В результате складывается позиция, сходная со славянской защитой, но с переменой цвета и дополнительным темпом у белых. Далее следует рокировка, после чего белые осуществляют прорыв e3-e4 с целью вскрытия центра и развития фигурной атаки на королевском фланге неприятеля.
Недостатком данной системы является медлительность: белые должны сделать не менее 7 ходов, прежде чем приступить к реализации своих замыслов, за это время чёрные при грамотной игре могут сорвать планы противника. Например, А. А. Алехин уравнивал игру путём 3. …Сc8-f5 4. Сf1-d3 e7-e6 5. Сd3:f5 e6:f5 6. Фd1-d3 Фd8-c8 7. b2-b3 Кb8-a6 либо 4. c2-c4 e7-e6 5. Фd1-b3 Фd8-c8 6. Кb1-c3 c7-c6. Другая проблема дебюта связана с развитием слона c1, он вынужден оставаться на начальной позиции вплоть до продвижения e3-e4.

## Варианты
- 5. …Кb8-c6 6. Кb1-d2
  - 6. …Сf8-d6
  - 6. …Сf8-e7
- 5. …Кb8-d7 6. Кb1-d2
  - 6. …Сf8-d6
  - 6. …Сf8-e7
- 5. …Сf8-d6
- 5. …Сf8-e7
- 5. …c5-c4
- 5. …b7-b6

## Примерные партии
- Колле — Дельво, Гент, 1929[3]

1. d2-d4 Кg8-f6 2. Кg1-f3 e7-e6 3. e2-e3 d7-d5 4. Сf1-d3 c7-c5 5. c2-c3 Кb8-c6 6. Кb1-d2 Сf8-e7 7. 0—0 c5-c4 8. Сd3-c2 b7-b5 9. e3-e4 d5:e4 10. Кd2:e4 0—0 11. Фd1-e2 Сc8-b7 12. Кf3-g5 h7-h6 13. Кe4:f6+ Сe7:f6 14. Фe2-e4 g7-g6 15. Кg5:e6 f7:e6 16. Фe4:g6+ Сf7-g7 17. Фg6-h7+ Крg8-f7 18. Сc2-g6+ Крf7-f6 19. Сg6-h5 Кc6-e7 20. Сc1:h6 Лf8-g8 21. h2-h4 Сg7:h6 22. Фh7-f7× 1-0.
- Колле — О`Хэнлон, Ницца, 1930[4]

1. d2-d4 d7-d5 2. Кg1-f3 Кg8-f6 3. e2-e3 c7-c5 4. c2-c3 e7-e6 5. Сf1-d3 Сf8-d6 6. Кb1-d2 Кb8-d7 7. 0—0 0—0 8. Лf1-e1 Лf8-e8 9. e3-e4 d5:e4 10. Кd2:e4 Кf6:e4 11. Сd3:e4 c5:d4 12. Сe4:h7+ Крg8:h7 13. Кf3-g5+ Крh7-g6 14. h2-h4 Лe8-h8 15. Лe1:e6+ Кd7-f6 16. h4-h5+ Крg6-h6 17. Лe6:d6 Фd8-a5 18. Кg5:f7+ Крh6-h7 19. Кf7-g5+ Крh7-g8 20. Фd1-b3+ 1-0.